# Долгушин Юрій Олександрович
Юрій Олександрович Долгушин (1896–1989) — радянський письменник-фантаст, журналіст, інженер.

## Біографія
Юрій Олександрович Долгушин народився в селі Квирили (нині місто Зестафоні) близько Кутаїсі. Закінчив 6-ту гімназію в Тифлісі. В 1915 році поступив в МВТУ, але був покликаний в армію і направлений в запасний полк в школу прапорщиків. У 1919—1920 роках працював в Закавказзі техніком-геодезистом, був членом тифліського «Цеху поетів», брав участь у роботі об'єднання «Фантастичний кабачок». У 1921 році він повернувся в Москву і продовжив освіту. Співпрацював з редакціями газет «Известия» та «Праця».
В кінці 1920-х років став членом редколегії журналу «Знання — сила» («ЗС»), опублікував кілька фантастичних оповідань, повість «Таємниця невидимки» та великий роман «Генератор чудес», що вийшов у журналі «Техніка — молоді» («ТМ»).
У 1930-х роках брав участь у створенні першого радянського телевізора.
У перший рік Великої Вітчизняної війни пішов в народне ополчення (радист 859-го Окремого батальйону 110-ї стрілецької дивізії), був поранений. Після лікування писав військову прозу, працював в оборонному НДІ. Член Союзу письменників СРСР з 1953 року. У 1959 випустив перероблений варіант роману «Генератор чудес» — «ГЧ».

## Премії
Почесна грамота Президії Верховної Ради РРФСР (1966)